# Kolju Fitscheto
Nikola Iwanow Fitschew (auch Nikola Ivanov Fichev geschrieben, bulgarisch Никола Иванов Фичев; * 1800 in Drjanowo, damals Osmanisches Reich; † 2. November jul./15. Novembergreg. 1881 in Weliko Tarnowo, Bulgarien), meist jedoch mit der Koseform seines Vornamens Kolju Fitscheto (bulg. Колю Фичето) genannt, war ein bulgarisch-osmanischer Baumeister (Usta, kurz von Ustabaschija), Architekt und Künstler aus der Zeit der Nationalen Wiedergeburt, der auch in der Walachei (heute Südrumänien) tätig war. Der bulgarische General Iwan Fitschew ist sein Enkel. 2007 wurde Kolju Fitscheto in die Liste der 100 bedeutendsten Bulgaren aufgenommen.

## Leben
Nikola Fitschew wurde 1800 in der im Balkangebirge liegenden Stadt Drjanowo in armen Verhältnissen geboren. Seine Mutter Maria stammte aus einer Künstlerfamilie (Holzschnitzer und Bildhauer) aus Martscha, sein Vater Iwan (in der Literatur auch Jowan) starb bereits 1803 oder 1804.
Mit 10 Jahren schickte Maria ihren Sohn als Tschirak (bulg. чирак, zu dt. etwa Lehrling) mit Wanderbauarbeitern fort, um deren Beruf zu erlernen. Zur Zeit der nationalen Wiedergeburt musste jeder angehende Handwerker (Esnaf) vier Stufen durchlaufen (Tschirak, Kalfa (bulg. калфа), Basch Kalfa (bulg. баш калфа) oder Kalfabaschija (bulg. калфабашия) und Baschkalija (bulg. башкалия, Meister ohne eigenen Mittel, Junger Meister)), bevor er den Meisterbrief bekam und als Meister (Ustabaschija, oder kurz Usta) anerkannt wurde. Man nimmt an, dass Fitschew um 1817/18 Kalfa wurde, heimkehrte und in Drjanowo bei einem unbekannten Meister tätig wurde. Mit ihm war Fitschew auch in der Dobrudscha und der Walachei beim Bau von Gebäuden tätig.
Um 1822/23 heiratete Nikola die aus Drjanowo stammende Marinka. 1823/24 fing Fitschew als Kalfabaschija im Atelier seines Verwandten mütterlicherseits Stanju Marangozina in Tarnowo (heute Weliko Tarnowo) an, wo er das Handwerk des Kunst-Holzschnitzers erlernte. Diese Tätigkeit übte er vor allem in den Wintermonaten aus, im Sommer war er mit Meister Welju aus Drjanowo im Bau tätig. 1825 wurde sein Sohn Iwan (1825–1877) geboren. 1830 kaufte Nikola Fitschew sich ein Haus und zog endgültig mit seiner Familie nach Tarnowo.
1833 bekam Fitschew von der Tarnowo-Handwerkszunft den Meisterbrief, wurde Junger Meister (Baschkalija) und als solcher bei Meister Dimitar Sofianlijata tätig. Bereits 1831 arbeitete er mit ihm auf der Baustelle des Preobraschenie-Klosters. Unter der Leitung von Fitschew wurden die Hauptklosterkirche, der Ostflügel und die Ikonostasen in allen Klosterkirchen erbaut. Nach einer Pause 1835, als einige der Bauarbeiter im gescheiterten Weltschowa-Zawera-Aufstand von den Osmanen festgenommen und ermordet wurden, übernahm Fitschew 1836 unter dem Meister Iwan Dawdata nicht nur die Leitung des Klosterbaus, sondern auch die Vollendung der Sweti Nikola Kirche in Tarnowo.

### Fitschew als Meister
Wann genau Fitschew den Meisterbrief bekam, ist unbekannt. Die erste schriftliche Erwähnung des Meistertitels (Usta) von Fitschew ist von 1839, ohne ihn jedoch konnte er nicht 1836 die Leitung für den Bau der Kirche Sweti Nikola übernehmen, weswegen man 1836 als frühest mögliche Meisterernennung annimmt.
In den Sommermonaten zwischen 1837 und 1840 arbeitete Fitschew als selbständiger Baumeister und mit unterschiedlichen Baumeistern aus Brazigowo in Thrakien, Edirne und Konstantinopel und in den Wintermonaten als Holzschnitzer mit Stanju Marangozina in Tarnowo.
1840 ließ Fitschew wahrscheinlich in Konstantinopel seinen ersten Meisterstempel als Ustabaschija fertigen. In der Zeit zwischen 1840 und 1847 arbeitete er in Tarnowo und der Umgebung gemeinsam mit Usta Welju und Stanju Marangozina. 1840 wurden ihm die Bauarbeiten zur Wiedererrichtung des Klosters Kilifarewo übertragen. In den nächsten zwei Jahren entstanden unter seiner Leitung ein neuer Wohnflügel für die Mönche und eine größere Klosterkirche. Beide Gebäude mit ihrer Architektur und funktionalen Lösungen kennzeichnen eine neue Etappe in der bulgarischen Architektur.
1848 war Nikola Fitschew erneut mit Maister Welju in der Walachei tätigt, danach beendete er die gemeinsame Tätigkeit mit dem Holzschnitzer Stanju und widmete sich nur noch der Architektur. Um 1854 wurde Fitschew Vorsitzender der Bauzunft in Tarnowo und ein Jahr später Hauptarchitekt (beledije ustasi??, bulg. беледие устасъ) von Tarnowo. Um 1856 lernt Fitschew den osmanischen Verwalter der bulgarischen Ländereien zwischen Balkangebirge und Donau, Midhat Pascha, kennen, der ihn in der folgenden Zeit mit mehreren Staatsprojekten beauftragte. 1868 wurde Nikola Fitschew für seine Dienste, die er für die osmanisch-kaiserliche Regierung geleistet hatte, mit dem osmanischen Orden Mecidiye (bulg. Меджидие), 50.000 Goldstücken und einem Grundstück in Tarnowo geehrt.
Zwischen 1870 und 1876 projektierte und verwirklichte Fitschew seine letzten Großprojekte. 1873 wurde er zum Ehrenvorsitzenden des Kirchenvorstands bei der Kirche Hl. Konstantin und Elena in Tarnowo gewählt. Von 1877 bis 1881 projektierte er mehrere Dorfkirchen, die von ihm nahestehenden Baumeistern erbaut wurden. Ab 1878 änderte er seine Unterschrift von Usta in Architekt.
Nikola Fitschew starb am 2. November jul./15. Novembergreg. 1881 in Weliko Tarnowo.

## Bekannte Werke

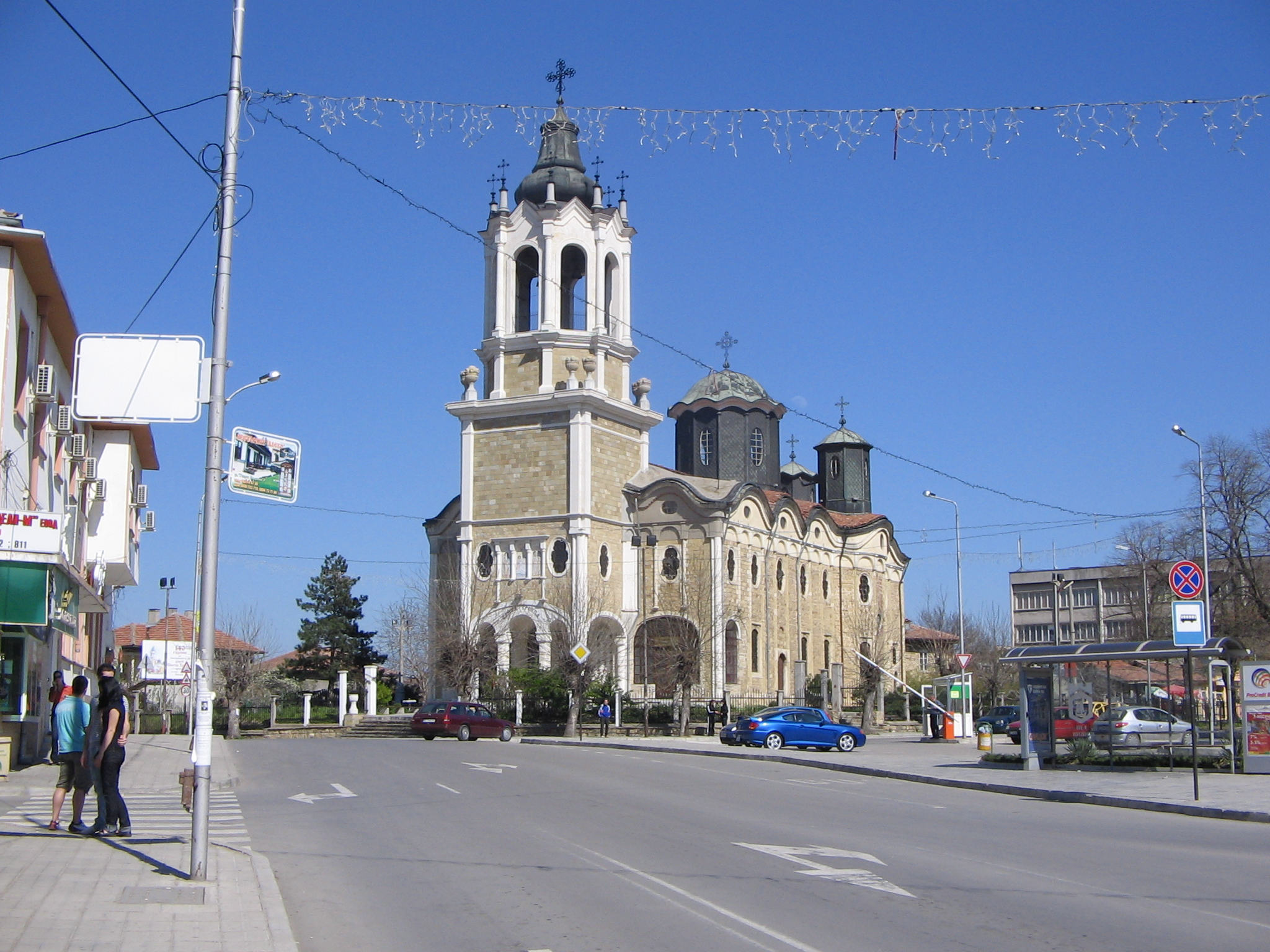
Die Dreifaltigkeitskirche in Swischtow

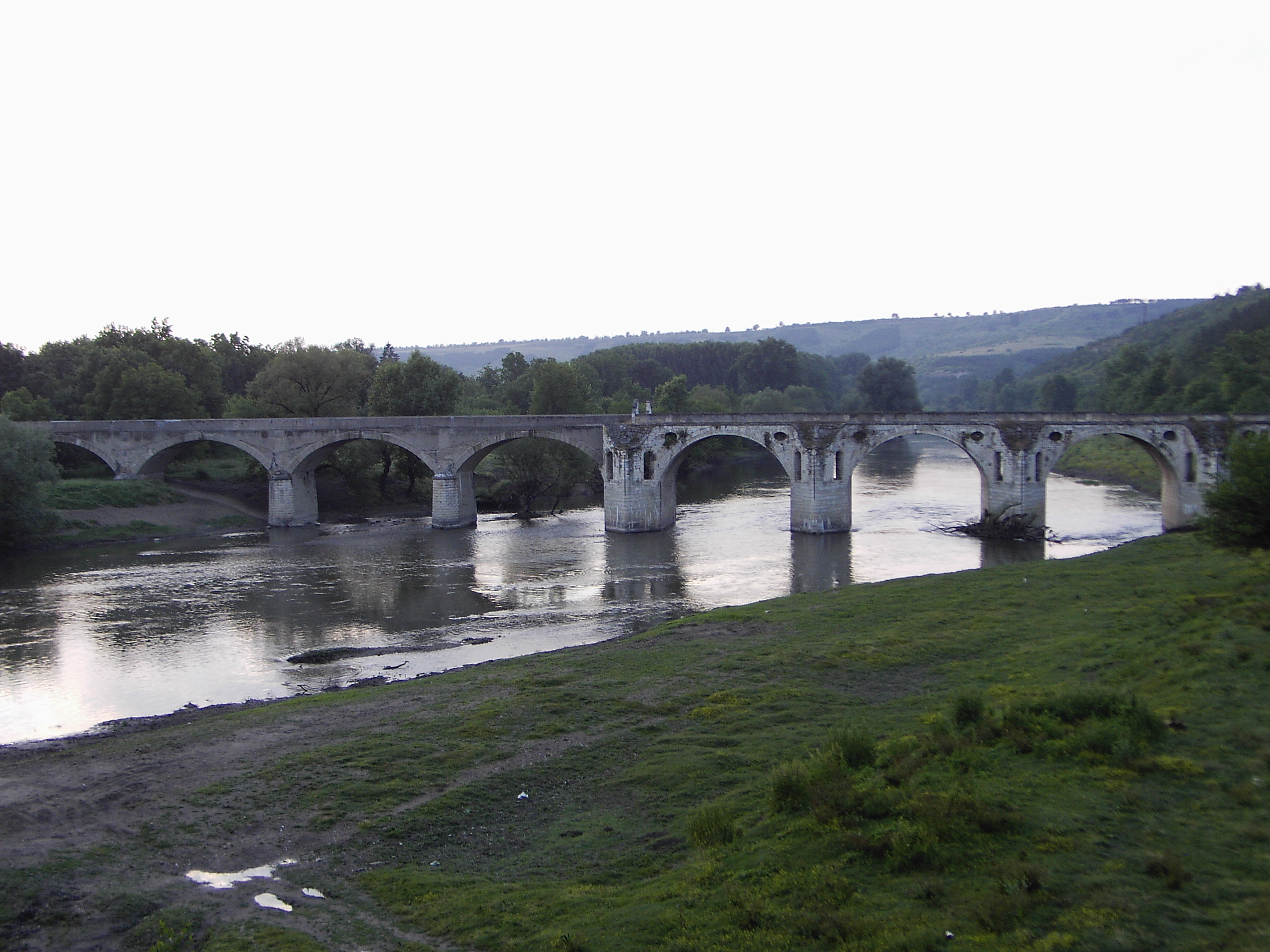
Die Bjalabrücke über den Fluss Jantra bei Bjala

- Klosterkirche und Ostflügel des Preobraschenie-Klosters (1831–1848)
- Kirche Sweti Nikola in Tarnowo, (ab 1835)
- Solak Moschee in Kasanlak (1837)
- Kloster Kilifarewo (1840–1841/2)
- Klosterkirche Sweti Ilija des Platschkowo-Klosters (1841–1845)
- Kirche der Hl. Mutter Gottes in Tarnowo (1842–1844, zerstört während des Erdbebens von 1913)
- Kirche Hl. Mutter Gottes in Prisowo (1845–1846)
- Klosterkirche des Dreifaltigkeitskloster in Tarnowo (1846–1847)
- Kirche Sweti Dimitar in Ljaskowez (1848–1849)
- Das Haus mit dem Affen (1849) in Tarnowo
- Kirche Heilige Marina in Tarnowo  (1849–1850)
- Han Mintscho Chadschizatschew (1849–1850)
- Kirche Sweti Nikola in Drjanowo (1849–1851)
- Kirche Sweti Nikola in Gorna Orjachowiza (1849–1852)
- Glockenturm des Platschkowo-Klosters (1856)
- Rosizabrücke (1857–1858, 110 m lang) bei Sewliewo im Auftrag von Midhat Pascha
- Han Chadschi Nikoli in Tarnowo (1858)
- Kirche Sweti Spas in Tarnowo (1858–1859)
- Kirche Hl. Brüder Kiril und Methodius in Weliko Tarnowo (1860–1861)
- Brunnen im Kloster Sokolski (1865)[1]
- Dreifaltigkeitskirche in Swischtow (1865–1867)
- Bjalabrücke (1865–1867, auch Belenski-Brücke, 276 m lang und 9 m breit)
- Kirche Hl. Konstantin und Elena in Weliko Tarnowo (1872–1873)
- Konak (1873–1874), später Rathaus und Tagungsort der Ersten bulgarischen Nationalversammlung in Tarnowo
- Kirche Sweta Paraschkewa in Brjastowez (1873–1879)
- Überdachte Brücke in Lowetsch (1874–1876) (bulg.: Покритият мост в Ловеч)
- Drjanowobrücke, bei Drjanowo
- Haus von Ikonomow in Drjanowo
- Seidenfabrik von Karagjizow in Weliko Tarnowo

Quelle:

## Diverses
Der Ficheto Point, eine Landspitze der westantarktischen Livingston-Insel, ist seit 2006 nach Kolju Fitscheto benannt.